# Малу
Мария Лусия Санчес Бенитес (на испански: María Lucía Sánchez Benítez), позната повече просто като Малу, е испанска певица, родена на 15 март 1982 година в Мадрид.

## Биография
Родена в семейството на артисти, Малу носи таланта в себе си. Тя е дъщеря на певеца Пепе де Лусия и племенничка на китариста Пако де Лусия. Започва да пее в училище на 15 години, без да прави планове за кариера, но днес има издадени над 10 диска и дългогодишна успешна сценична изява.

### Началото: 1998 – 2000
Кариерата ѝ започва на 15 години, когато продуцента Хесус Янес я чува да пее на домашно събиране. Хесус Янес решава да запише демо с гласа на Малу и така през февруари 1998 излиза първият ѝ диск: Aprendiz, което означава Урок. В този първи проект Малу записва песни с най-големите звезди на испанската сцена Алехандро Санс и Педро Гера. Успехът идва светкавично, продадени са над 700 000 копия. Първата песен в диска Aprendiz няколко седмици е на първо място като най-слушана в испанските медии. Други хитови песни са Como una flor (Като едно цвете) и Si tú me dejas (Ако ти ме оставиш). С този първи албум Малу придобива световна известност. Няколко месеца след излизането на диска подписва договор с Walt Disney Records за изпълнение на песента „Mi Reflejo“ (Моето отражение) във филма Mulán (Мулан).
През 1999 излиза вторият ѝ диск:Cambiarás (Промяна). За него Малу казва, че се чувства помъдряла и започва турне в цяла Испания и Латинска Америка. Най-популярна става песента 'Duele' (Боли). За първата седмица от излизането си на пазара, диска е продаден в над 100 000 копия. През същата година Малу участва в съвместен проект с други испански певци като Росарио Флорес, Марта Санчес и Хоакин Сабина. Наименованието му е Tatuaje (Татуировка) и в него Малу изпълнява песента A tu vera („Винаги ще те следвам“).

#### 2001 – 2002: Esta Vez (Този път)
През 2001 година Малу подписва договор с музикалната компания Sony BMG. В Маями тя записва нов диск Esta vez („Този път“). Продаден е в над 350 000 копия. Най-големите хитове от този продукт са Sin ti todo anda mal („Без теб нищо не върви“), Ven a pervertirme, Me quedó grande tu amor („Твоята голяма любов“) и Toda („Цяла“).

#### 2003 – 2004: Otra Piel (Втора кожа) и Por una vez (Само веднъж)
След успеха на Esta vez, Малу започва работа по четвъртия си диск. Нарича се Otra Piel (Втора кожа) и е записан в Маями. Продава се ѝ в Мексико. В Испания излиза на 30 юни 2003 с първата песен 'No me extraña nada' (Вече не ме засяга). В този проект Малу залага на нов стил с повече инструментал. Песни като 'Enamorada' (Влюбена), 'Inevitable' (Неизбежно) и 'Devuélveme la vida' (Върни ми живота), заедно с Антонио Ороско са пример за това. Малу записва песента Enamorada (Влюбена) в дует с Давид де Мария.
На 3 февруари 2004 Малу записва първият си диск в DVD формат. Това е петият ѝ проект Por Una Vez (Само веднъж), в който участват други известни певци Алехандро Санс, Давид де Мариа, Антонио Ороско, баща ѝ Пепе де Лусия и чичо ѝ Пако де Лусия. Дискът е записан с концерта на живо, проведен на 3 февруари 2004 в Мадрид и излиза на пазара на 19 април същата година.

#### 2005: Malú (Малу)
През 2005 година Малу започва работа с шестия си проект. На 22 години тя осъзнава успеха си и създава песни, с които разкрива душата си. През април 2005 година излиза диска, титулуван просто Malú, продаден в над 150 000 копия. Най-популярни песни стават 'Diles' (Кажи им), 'Te conozco desde siempre' (Винаги съм те познавала) и 'Sabes bien' (Знаеш добре).
Малу е и първата певица, която записва песен с мексикански изпълнител. Дуетът ѝ с Алехандро Фернандес – Contigo Aprendí (С теб се учех) се превръща в хит.

#### 2006 – 2008: Desafío (Предизвикателство) и Gracias (Благодаря)
Година по-късно Малу подготвя нов диск. Този път тя участва във всички етапи на създаването на продукта, включително избирането на песните. Дискът излиза на 31 октомври 2006 година и се казва Desafío (Предизвикателство). Първото парче се казва Si estoy loca' (Ако бях луда), а клипът е заснет в градчето в Лерида, (Испания). Клипът към втората песен No voy a cambiar (Няма да се променя), заснет заедно с актьора Алехандро Торс се превръща в най-позитивния и забавен клип в кариерата на Малу.
През март 2007 Малу започва турнето си Desafío (Предизвикателство), едно от най-продължителните в живота ѝ. За по-малко от година тя обикаля 120 градчета в страната. По време на интензивното турне Малу записва и диск – Gracias (Благодаря). Това е първият диск, в който участва и самата публика, а причината е, че по този начин Малу благодари за подкрепата.
През 2008 година Малу започва турне заедно с Давид де Мария.

#### 2009: Vive (Живея)
През 2009 година Малу записва нов албум – Vive (Живея). Той е нейното доказателство за всички, че живее за музиката и публиката. На 17 март диска излиза на пазара и се продава в градове като Мадрид, Лос Анджелис и Нешвил. За първата седмица от излизането, диска се превръща в най-продаваните и запазва челната позиция цели 40 седмици. Тогава е позлатен.

#### 2010 – 2012: Guerra Fría (Студена война) y Dual (Двоен)
През 2010 година Малу издава нов диск Guerra Fría (Студена война). В него проличава израстването в кариерата ѝ, като дори няколко от песните са изцяло нейно дело. Продуцент на диска е мексиканеца Армандо Авила. Първата песен в диска 'Blanco y Negro' ('Черно и бяло') дори става основна музикална тема на теленовела от Венесуела.
През февруари 2012 Малу приема да бъде 'треньор' в La voz, музикална програма на канал Telecinco, базирана на холандската програма Гласът. Програма с такъв формат е излъчвана и в България.
През ноември същата година излиза последният ѝ проект Dual ('Двоен'), който събира всичките дуети през кариерата ѝ, но има и много нови. Песните са с други известни испански изпълнители като Алехандро Санс, Пабло Алборан, Давид Бисбал, Пастора Солер, Меленди и много други.

## Дискография

### Студийни албуми
- 1998: Aprendiz
- 1999: Cambiarás
- 2001: Esta vez
- 2003: Otra piel
- 2005: Malú
- 2006: Desafío
- 2009: Vive
- 2010: Guerra fría

#### Колекционерски
- 2007: Gracias
- 2012: Dual

#### На живо
- 2004: Por una vez
- 2011: Íntima Guerra Fría

## Дуети
Малу записва много дуети с изпълнители като:
- Miguel Mateos („Solos en América“)
- Francisco Céspedes („Vida Loca“)
- Los Caños („Dime algo bonito“)
- Antonio Orozco („Devuélveme la vida“)
- Alejandro Sanz („Aprendiz“, „Corazón partío“, „Desde cuando“)
- Rocío Jurado („Se nos rompió el amor“)
- Alejandro Fernández („Contigo aprendí“)
- Alejandro Sanz, Niña Pastori y Miguel Bosé („Corazón partío“)
- David DeMaría („Enamorada“, „La Puerta de Alcalá“)
- Pepe de Lucía („Andalucía“, „Al alba“)
- Jerry Rivera („Como te olvido“)
- Revólver („El peligro“)
- Pastora Soler („Y qué pequeña soy yo“)
- Carlos Baute („Toda una vida“")
- Miguel Gallardo („Hoy tengo ganas de ti“)
- Lola Flores („Pena, penita, pena“)
- Raphael („Que sabe nadie“, „Noche de paz“)
- Marta Sánchez („Más mujer“) y („Soldados del amor“)
- Diego Martín („Haces llover“)
- Vanesa Martín („Ni un segundo“, „Trampas“, „No te pude retener“)
- Manuel Carrasco („Que nadie“)
- Nacho Cano („Ha nacido un gitanito“)
- Lolita („Estúpido“)
- Lorca („Dicen por ahí“)
- Pastora Soler y Vanesa Martín („Vamos“)
- Lya („Nadie“)
- Melendi („El apagón“, „Amigo“)
- Yahir („Callados“)
- Tony Bennett („The way you look tonight“)
- Miguel Bosé („Linda“)
- Tiziano Ferro („El amor es una cosa simple“)
- David Bisbal („Doy la vida“)
- Aleks Syntek („Sólo el amor nos salvará“)
- Leonel García („Cuando digo tu nombre“)
- Pablo Alborán („Vuelvo a verte“)

1. ↑  www.cope.es